# Wolfgang Mahnke
Wolfgang Mahnke (* 22. Februar 1937 in Malchin) ist ein deutscher Autor. Er schreibt in niederdeutscher Sprache.

## Leben
Mahnke wurde 1937 in Malchin geboren und legte 1956 an der dortigen Oberschule sein Abitur ab. Anschließend studierte er Meeresbiologie in Rostock. Ab 1962 arbeitete er am Institut für Hochseefischerei und Fischverarbeitung in Rostock-Marienehe, zunächst als wissenschaftlicher Mitarbeiter und von 1973 bis 1991 als Leiter der Abteilung Fischereibiologie. Schon als Meeresbiologiestudent und später als Wissenschaftler nahm Mahnke in der Zeit von 1960 bis 1992 an mehreren Seereisen auf verschiedenen Forschungs- und Fangschiffen teil. Er fuhr vornehmlich auf dem Fischereiforschungsschiff Ernst Haeckel, auf dem er auch als Expeditionsleiter fungierte. Nach seiner Zeit am Rostocker Institut für Hochseefischerei war Mahnke noch kurzzeitig am Institut für Seefischerei in Hamburg tätig, bis zu seiner Pensionierung im Jahr 1993.
Bereits seit Ende der 1960er Jahre hatte Mahnke plattdeutsche Gedichte und Geschichten aufgeschrieben. Nach seiner Pensionierung begann er ab 1994 als freischaffender niederdeutscher Autor zu arbeiten. In seinem ersten Buch, dem 2001 veröffentlichten Fischerie, Fischera, Fischerallala, schildert Mahnke Begebenheiten und Geschichten von seinen Seereisen. In rascher Folge kamen weitere Bücher hinzu, allesamt in niederdeutscher Sprache verfasst. 2012 erschien die Audio-CD Murd in't Hotel, auf der er „seine besten Geschichten“ liest. Mahnke schreibt Beiträge für verschiedene Zeitungen, darunter plattdeutsche Kolumnen in der Ostsee-Zeitung. Zudem ist er durch zahlreiche Lesungen in Norddeutschland bekannt.
Von 2000 bis 2012 war er Vorsitzender des Bundes Niederdeutscher Autoren, 2012 wurde er zum Ehrenvorsitzenden ernannt.

## Auszeichnungen
- 2003: Fritz-Reuter-Literaturpreis für Fischerie, Fischera, Fischerallala. Geschichten von dei Hochseefischerie[6]
- 2016: Unkel-Bräsig-Preis[7]
- 2017: Sprachpreis des Landes Mecklenburg-Vorpommern, verliehen durch den Verein Deutsche Sprache (Regionen Nordost und Schwerin-Parchim) und den Heimatverband Mecklenburg-Vorpommern[3]
- 2018: Johannes-Gillhoff-Preis für sein Gesamtwerk auf dem Gebiet der niederdeutschen Sprache und Literatur[8][9]

## Werke
Bücher
- Fischerie – Fischera – Fischerallala: Geschichten von dei Hochseefischerie. Khs-Verl. und Service, Stavenhagen 2001, ISBN 978-3-933541-11-6
- Kiek eins! Sowat giwt in Meckelborg! Rimels un lütt Geschichten för jung & olt. Khs-Verl. und Service, Stavenhagen 2001, ISBN 978-3-933541-15-4
- Von mall'n Kram un schnurrig Lüd: Rimels un lütt Geschichten för jung & olt. Khs-Verl. und Service, Stavenhagen 2004, ISBN 978-3-933541-18-5
- In jed'ein Mand bläuhn anner Blaumen: Rimels för jung & olt. Khs-Verl. und Service, Stavenhagen 2006, ISBN 978-3-933541-21-5
- Von Aap bet Zapp: Lütt zoo(platto)logisch Lexikon. Khs-Verl., Stavenhagen 2007, ISBN 978-3-933541-23-9
- Upschnappt! Plattdeutsche Geschichten. Hinstorff, Rostock 2010, ISBN 978-3-356-01402-0
- Nägenklauk: Plattdeutsche Geschichten. Hinstorff, Rostock 2012, ISBN 978-3-356-01487-7
- Finstertalk: Plattdeutsche Geschichten. Hinstorff, Rostock 2013, ISBN 978-335-60160-1-7
- Lies orer Lut? Ein Läuschenbuch. Hinstorff, Rostock 2014, ISBN 978-3-356-01870-7
- Un wat is, wenn …? Plattdeutsche Geschichten. Hinstorff, Rostock 2016, ISBN 978-3-356-02057-1
- Wenn bi Storm noch fischt würd …: Plattdeutsche Seefahrtsgeschichten. Hinstorff, Rostock 2017, ISBN 978-3-356-02093-9
- Returkutsch: Plattdeutsche Geschichten. Hinstorff, Rostock 2019, ISBN 978-3-356-02233-9
- Väl maller kann ’t nich kamen! Plattdeutsche Geschichten. Hinstorff, Rostock 2020, ISBN 978-3-356-02328-2
- Blage Beern un rode Hoor: Plattdeutsche Kriminalgeschichten. Hinstorff, Rostock 2021, ISBN 978-3-356-02379-4
- Dei plattdütsche Urlaub: Plattdeutsche Geschichten. Hinstorff, Rostock 2023, ISBN 978-3-356-02442-5

Audio
- Murd in't Hotel: Wolfgang Mahnke liest seine besten Geschichten. CD (80 Min.), Hinstorff, Rostock 2012, ISBN 978-3-356-01528-7

Übersetzung
- Werner Holzwarth: Kleeorg un Kleeopatra: Ein Geschicht von’t Glück. Up Plattdütsch von Wolfgang Mahnke, Hinstorff, Rostock 2014, ISBN 978-3-356-01828-8